# Gruppo Sportivo Oratorio Pallavolo Femminile Villa Cortese 2012-2013
Questa voce raccoglie le informazioni riguardanti il Gruppo Sportivo Oratorio Pallavolo Femminile Villa Cortese nelle competizioni ufficiali della stagione 2012-2013.

## Stagione
La stagione 2012-13 è, per il Gruppo Sportivo Oratorio Pallavolo Femminile Villa Cortese, la quarta consecutiva in Serie A1: l'annata si apre con l'annuncio del nuovo main sponsor Asystel, dalla rinunciataria Asystel Volley, che resterà legato al club fino al mese di gennaio, oltre al MC Carnaghi, ma anche l'arrivo del nuovo allenatore, Giovanni Caprara e di molte giocatrici che facevano parte della formazione di Novara, come Katarina Barun, Stefana Veljković, Raphaela Folie e Sanja Malagurski; a queste inoltre vanno aggiunte le poche confermate della squadra che aveva affrontato la stagione 2011-12, come quella di Caterina Bosetti, e alcuni acquisti come le palleggiatrici Giulia Rondon e Vilmarie Mojica e la centrale Ilaria Garzaro.

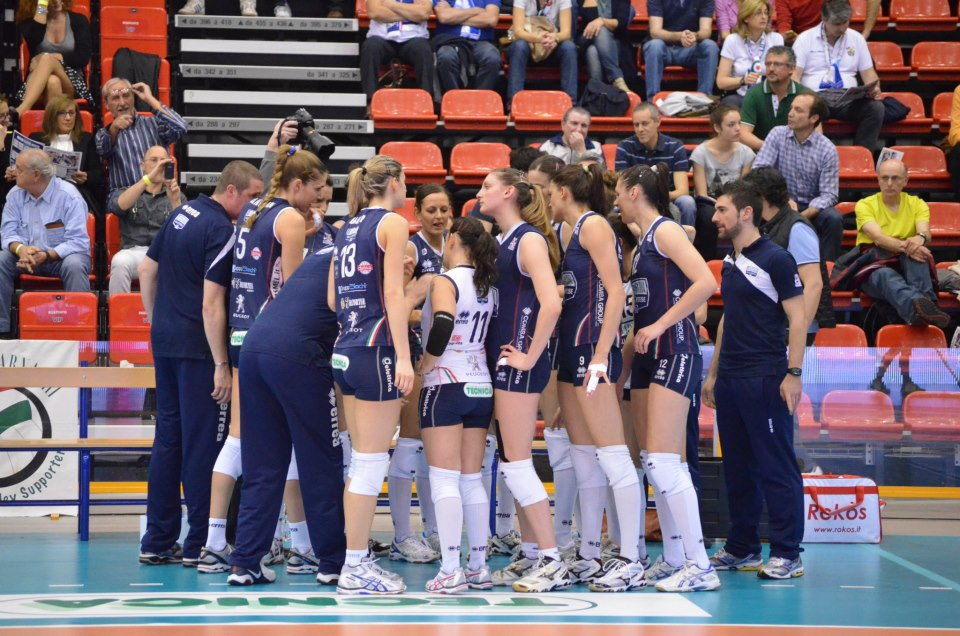
Il GSO Villa Cortese durante un time-out

La stagione si apre con la partecipazione alla Supercoppa italiana, la terza consecutiva, giocata contro la Futura Volley Busto Arsizio e terminata con una sconfitta al tie-break.
In campionato la squadra è alquanto altalenante; dopo le prime due vittorie consecutive, seguono tre sconfitte, seguite poi da due vittorie intercalate da due gare perse: il GSO Villa Cortese chiude il girone d'andata al quarto posto, risultato utile per qualificarsi alla Coppa Italia. Anche il girone di ritorno conferma lo stesso trend di quello d'andata con l'alternarsi di successi e di sconfitte: la regular season viene chiusa al quarto posto in classifica, qualificando la società cortesina per i play-off scudetto. Nei quarti di finale la sfida è contro l'Imoco Volley di Conegliano: dopo la vittoria riportata in gara 1, le lombarde perdono le due gare successive, venendo estromesse dalla corsa allo scudetto.
La Coppa Italia si apre con i quarti di finale contro l'Universal Volley Modena: all'andata il GSO Villa Cortese si impone per 3-0, mentre, con lo stesso risultato viene sconfitta al ritorno, anche se con la vittoria del Golden Set riesce a qualificarsi per la final-four di Varese. La semifinale è contro la Futura Volley Busto Arsizio, che a sorpresa viene battuta per 3-2; la finale invece è giocata contro il River Volley Piacenza, che ha la meglio sul club cortesino con un netto 3-0.
Il secondo posto nella regular season e il raggiungimento nella finale scudetto nella stagione 2011-12, ha permesso al GSO Villa Cortese di disputare la Champions League 2012-13: nella fase a gironi la squadra ottiene tre vittorie e tre sconfitte, qualificandosi al turno successivo come migliore terza; nei play-off a 12 la sfida è contro le turche dell'Eczacıbaşı: la sconfitta sia nella gara d'andata che in quella di ritorno, elimina le italiane.

## Organigramma societario
Area direttiva
- Presidente: Giancarlo Aliverti (fino a gennaio 2014), Giorgio Barlocco (da gennaio 2014)

Area organizzativa
- Team manager: Andrea Antonini

Area tecnica
- Allenatore: Giovanni Caprara (fino al 22 gennaio 2013), Mauro Chiappafreddo (dal 22 gennaio 2013)
- Allenatore in seconda: Cristiano Camardese
- Assistente allenatori: Roberta Bandera
- Scout man: Michele Fanni

Area sanitaria
- Medico: Enrico Cecchetti
- Preparatore atletico: Mauro Chiappafreddo
- Fisioterapista: Edoardo Chimenti

## Rosa
| N° | Nome                  | Ruolo | Data di nascita   | Nazionalità sportiva |
| -- | --------------------- | ----- | ----------------- | -------------------- |
| 1  | Sanja Malagurski      | S/O   | 8 giugno 1990     | Serbia               |
| 2  | Natalia Viganò        | S     | 24 novembre 1979  | Italia               |
| 3  | Vilmarie Mojica       | P     | 13 agosto 1985    | Porto Rico           |
| 4  | Maria Nomikou         | S/O   | 30 marzo 1993     | Grecia               |
| 5  | Alexandra Klineman    | S     | 30 dicembre 1989  | Stati Uniti          |
| 7  | Raphaela Folie        | C     | 7 marzo 1991      | Italia               |
| 8  | Elena Perinelli       | S/O   | 27 giugno 1995    | Italia               |
| 9  | Stefana Veljković     | C     | 9 giugno 1990     | Serbia               |
| 10 | Paola Cardullo        | L     | 18 marzo 1982     | Italia               |
| 11 | Sara Paris            | L     | 19 luglio 1985    | Italia               |
| 11 | Ramona Puerari        | L     | 7 aprile 1983     | Italia               |
| 12 | Ilaria Garzaro        | C     | 29 settembre 1986 | Italia               |
| 13 | Katarina Barun        | S/O   | 1º dicembre 1983  | Croazia              |
| 14 | Caterina Bosetti      | S     | 2 febbraio 1994   | Italia               |
| 15 | Beatrice Parrocchiale | L     | 25 dicembre 1995  | Italia               |
| 17 | Giulia Rondon         | P     | 16 ottobre 1987   | Italia               |
| 18 | Myriam Sylla          | S     | 8 gennaio 1995    | Italia               |

## Mercato
| Acquisti | Acquisti           | Acquisti            | Acquisti   |
| R.       | Nome               | da                  | Modalità   |
| -------- | ------------------ | ------------------- | ---------- |
| S/O      | Katarina Barun     | Asystel             | definitivo |
| L        | Paola Cardullo     | RC Cannes           | definitivo |
| C        | Raphaela Folie     | Asystel             | definitivo |
| C        | Ilaria Garzaro     | Robur Tiboni Urbino | definitivo |
| S        | Alexandra Klineman | Robursport Pesaro   | definitivo |
| S/O      | Sanja Malagurski   | Asystel             | definitivo |
| P        | Vilmarie Mojica    | Pinkin de Corozal   | definitivo |
| S/O      | Maria Nomikou      | Asystel             | definitivo |
| L        | Sara Paris         | Crema               | definitivo |
| P        | Giulia Rondon      | Crema               | definitivo |
| C        | Stefana Veljković  | Asystel             | definitivo |
| S        | Natalia Viganò     | Asystel             | definitivo |

| Cessioni | Cessioni         | Cessioni       | Cessioni   |
| R.       | Nome             | a              | Modalità   |
| -------- | ---------------- | -------------- | ---------- |
| S        | Šárka Barborková | Ereğli         | definitivo |
| P        | Lindsey Berg     | -              | ritirata   |
| S        | Lucia Bosetti    | River          | definitivo |
| L        | Luna Carocci     | Azərreyl       | definitivo |
| S        | Áurea Cruz       | Rabitə Baku    | definitivo |
| C        | Makare Desilets  | Impel          | definitivo |
| C        | Martina Guiggi   | Chieri Torino  | definitivo |
| S/O      | Sarah Pavan      | Rio de Janeiro | definitivo |
| P        | Giulia Pincerato | Cuatto Giaveno | definitivo |
| L        | Ramona Puerari   | -              | svincolata |
| C        | Federica Stufi   | Forlì Bologna  | definitivo |

## Risultati

### Serie A1

#### Girone di andata
| 1ª giornata - 21 ottobre 2012 PalaDozza, Bologna               | Forlì Bologna  | 2 - 3 | Villa Cortese       | 17-25, 25-19, 22-25, 25-21, 11-15 |
| 2ª giornata - 28 ottobre 2012 PalaBorsani, Castellanza         | Villa Cortese  | 3 - 0 | Chieri Torino       | 25-15, 25-22, 25-21               |
| 4ª giornata - 11 novembre 2012 PalaBorsani, Castellanza        | Villa Cortese  | 0 - 3 | Imoco               | 20-25, 21-25, 23-25               |
| 5ª giornata - 18 novembre 2012 PalaBorsani, Castellanza        | Villa Cortese  | 2 - 3 | Robursport Pesaro   | 25-22, 25-19, 22-25, 19-25, 7-15  |
| 6ª giornata - 25 novembre 2012 Palazzetto dello Sport, Giaveno | Cuatto Giaveno | 3 - 2 | Villa Cortese       | 19-25, 25-23, 18-25, 25-23, 15-11 |
| 7ª giornata - 1º dicembre 2012 PalaBorsani, Castellanza        | Villa Cortese  | 3 - 1 | Robur Tiboni Urbino | 29-27, 25-18, 23-25, 25-18        |
| 8ª giornata - 9 dicembre 2012 PalaYamamay, Busto Arsizio       | Busto Arsizio  | 3 - 1 | Villa Cortese       | 23-25, 29-27, 25-21, 25-20        |
| 10ª giornata - 22 dicembre 2012 PalaBorsani, Castellanza       | Villa Cortese  | 3 - 1 | River               | 22-25, 25-21, 25-18, 25-17        |
| 11ª giornata - 26 dicembre 2012 PalaNorda, Bergamo             | Bergamo        | 3 - 2 | Villa Cortese       | 22-25, 25-21, 25-18, 25-17        |

#### Girone di ritorno
| 12ª giornata - 6 gennaio 2013 PalaBorsani, Castellanza   | Villa Cortese       | 3 - 0 | Forlì Bologna  | 25-18, 25-17, 25-17               |
| 13ª giornata - 20 gennaio 2013 PalaRuffini, Torino       | Chieri Torino       | 2 - 3 | Villa Cortese  | 25-23, 23-25, 25-19, 21-25, 9-15  |
| 15ª giornata - 10 febbraio 2013 PalaVerde, Villorba      | Imoco               | 3 - 2 | Villa Cortese  | 23-25, 25-23, 25-23, 21-25, 15-13 |
| 16ª giornata - 17 febbraio 2013 PalaCampanara, Pesaro    | Robursport Pesaro   | 3 - 2 | Villa Cortese  | 22-25, 25-21, 25-21, 16-25, 15-7  |
| 17ª giornata - 24 febbraio 2013 PalaBorsani, Castellanza | Villa Cortese       | 3 - 1 | Cuatto Giaveno | 21-25, 25-15, 25-17, 25-22        |
| 18ª giornata - 3 marzo 2013 PalaMondolce, Urbino         | Robur Tiboni Urbino | 2 - 3 | Villa Cortese  | 20-25, 28-26, 21-25, 25-19, 11-15 |
| 19ª giornata - 21 marzo 2013 PalaBorsani, Castellanza    | Villa Cortese       | 1 - 3 | Busto Arsizio  | 22-25, 25-10, 23-25, 24-26        |
| 21ª giornata - 30 marzo 2013 PalaBanca, Piacenza         | River               | 3 - 2 | Villa Cortese  | 25-16, 19-25, 22-25, 25-23, 17-15 |
| 22ª giornata - 6 aprile 2013 PalaBorsani, Castellanza    | Villa Cortese       | 3 - 1 | Bergamo        | 25-22, 17-25, 25-19, 25-19        |

#### Play-off scudetto
| Quarti di finale (gara 1) - 16 aprile 2013 PalaBorsani, Castellanza | Villa Cortese | 3 - 1 | Imoco         | 25-20, 25-21, 23-25, 25-22 |
| Quarti di finale (gara 2) - 19 aprile 2013 PalaVerde, Villorba      | Imoco         | 3 - 1 | Villa Cortese | 23-25, 25-23, 25-16, 25-16 |
| Quarti di finale (gara 3) - 22 aprile 2013 PalaBorsani, Castellanza | Villa Cortese | 1 - 3 | Imoco         | 22-25, 25-15, 20-25, 23-25 |

### Coppa Italia

#### Fase ad eliminazione diretta
| Quarti di finale (andata) - 9 gennaio 2013 PalaBorsani, Castellanza | Villa Cortese    | 3 - 0 | Universal Modena | 25-17, 25-23, 25-22                  |
| Quarti di finale (ritorno) - 13 gennaio 2013 PalaPanini, Modena     | Universal Modena | 3 - 0 | Villa Cortese    | 25-23, 25-22, 25-20 Golden set: 4-15 |
| Semifinali - 16 marzo 2013 PalaWhirlpool, Varese                    | Busto Arsizio    | 2 - 3 | Villa Cortese    | 21-25, 25-23, 22-25, 25-19, 11-15    |
| Finale - 17 marzo 2013 PalaWhirlpool, Varese                        | Villa Cortese    | 0 - 3 | River            | 22-25, 21-25, 25-20                  |

### Supercoppa italiana

#### Fase ad eliminazione diretta
| Finale - 13 ottobre 2012 PalaGeorge, Montichiari | Busto Arsizio | 3 - 2 | Villa Cortese | 20-25, 25-21, 21-25, 25-21, 15-12 |

### Champions League

#### Fase a gironi
| 1ª giornata - 24 ottobre 2012 PalaBorsani, Castellanza  | Villa Cortese    | 3 - 1 | Atom Trefl Sopot | 25-16, 26-24, 21-25, 25-23 |
| 2ª giornata - 1º novembre 2012 Sarhadchi Center, Baku   | Rabitə Baku      | 3 - 0 | Villa Cortese    | 26-24, 25-17, 25-16        |
| 3ª giornata - 14 novembre 2012 PalaBorsani, Castellanza | Villa Cortese    | 3 - 1 | Prostějov        | 25-15, 22-25, 25-21, 25-22 |
| 4ª giornata - 21 novembre 2012 Sport Centrum, Prostějov | Prostějov        | 0 - 3 | Villa Cortese    | 15-25, 18-25, 19-25        |
| 5ª giornata - 5 dicembre 2012 PalaBorsani, Castellanza  | Villa Cortese    | 1 - 3 | Rabitə Baku      | 20-25, 13-25, 25-15, 20-25 |
| 6ª giornata - 11 dicembre 2012 Ergo Arena, Danzica      | Atom Trefl Sopot | 3 - 0 | Villa Cortese    | 25-21, 25-18, 25-15        |

#### Fase ad eliminazione diretta
| Play-off a 12 (andata) - 16 gennaio 2013 PalaBorsani, Castellanza            | Villa Cortese | 1 - 3 | Eczacıbaşı    | 23-25, 25-21, 29-31, 17-25       |
| Play-off a 12 (ritorno) - 24 gennaio 2013 Burhan Felek Spor Salonu, Istanbul | Eczacıbaşı    | 3 - 2 | Villa Cortese | 25-20, 15-25, 25-17, 15-25, 15-9 |

## Statistiche

### Statistiche di squadra
| Competizione        | Punti | In casa | In casa | In casa | In trasferta | In trasferta | In trasferta | Totale | Totale | Totale |
| Competizione        | Punti | G       | V       | P       | G            | V            | P            | G      | V      | P      |
| ------------------- | ----- | ------- | ------- | ------- | ------------ | ------------ | ------------ | ------ | ------ | ------ |
| Serie A1            | 30    | 11      | 7       | 4       | 10           | 3            | 7            | 21     | 10     | 11     |
| Coppa Italia        | -     | 1       | 1       | 0       | 1            | 0            | 1            | 4      | 2      | 2      |
| Supercoppa italiana | -     | -       | -       | -       | -            | -            | -            | 1      | 0      | 1      |
| Champions League    | 9     | 4       | 2       | 2       | 4            | 1            | 3            | 8      | 3      | 5      |
| Totale              | -     | 16      | 10      | 6       | 15           | 4            | 11           | 34     | 15     | 19     |

G = partite giocate; V = partite vinte; P = partite perse

### Statistiche dei giocatori
| Giocatore       | Serie A1 | Serie A1 | Serie A1 | Serie A1 | Serie A1 | Coppa Italia | Coppa Italia | Coppa Italia | Coppa Italia | Coppa Italia | Supercoppa italiana | Supercoppa italiana | Supercoppa italiana | Supercoppa italiana | Supercoppa italiana | Champions League | Champions League | Champions League | Champions League | Champions League | Totale | Totale | Totale | Totale | Totale |
| Giocatore       | P        | PT       | AV       | MV       | BV       | P            | PT           | AV           | MV           | BV           | P                   | PT                  | AV                  | MV                  | BV                  | P                | PT               | AV               | MV               | BV               | P      | PT     | AV     | MV     | BV     |
| --------------- | -------- | -------- | -------- | -------- | -------- | ------------ | ------------ | ------------ | ------------ | ------------ | ------------------- | ------------------- | ------------------- | ------------------- | ------------------- | ---------------- | ---------------- | ---------------- | ---------------- | ---------------- | ------ | ------ | ------ | ------ | ------ |
| K. Barun        | 21       | 346      | 300      | 34       | 12       | 4            | 55           | 46           | 6            | 3            | 1                   | 7                   | 6                   | 1                   | 0                   | 8                | 98               | 83               | 11               | 4                | 34     | 506    | 435    | 52     | 19     |
| C. Bosetti      | 21       | 295      | 251      | 32       | 12       | 4            | 40           | 32           | 7            | 1            | 1                   | 25                  | 24                  | 1                   | 0                   | 8                | 87               | 71               | 9                | 7                | 34     | 447    | 378    | 49     | 20     |
| P. Cardullo     | -        | -        | -        | -        | -        | -            | -            | -            | -            | -            | -                   | -                   | -                   | -                   | -                   | -                | -                | -                | -                | -                | -      | -      | -      | -      | -      |
| R. Folie        | 18       | 173      | 112      | 54       | 7        | 4            | 12           | 7            | 3            | 2            | 1                   | 3                   | 2                   | 1                   | 0                   | 8                | 79               | 47               | 27               | 5                | 31     | 267    | 168    | 85     | 14     |
| I. Garzaro      | 17       | 111      | 72       | 33       | 6        | 4            | 23           | 17           | 6            | 0            | 1                   | 4                   | 2                   | 2                   | 0                   | 5                | 18               | 10               | 4                | 4                | 27     | 156    | 101    | 45     | 10     |
| A. Klineman     | 21       | 294      | 241      | 36       | 18       | 4            | 62           | 52           | 5            | 5            | 1                   | 19                  | 14                  | 5                   | 0                   | 8                | 107              | 82               | 15               | 10               | 34     | 482    | 389    | 70     | 33     |
| S. Malagurski   | 19       | 32       | 23       | 7        | 2        | 3            | 10           | 5            | 4            | 1            | 1                   | 7                   | 7                   | 0                   | 0                   | 7                | 21               | 18               | 1                | 2                | 30     | 70     | 53     | 12     | 5      |
| V. Mojica       | 14       | 23       | 8        | 12       | 3        | 4            | 3            | 2            | 1            | 0            | 1                   | 1                   | 0                   | 0                   | 1                   | 8                | 16               | 6                | 6                | 4                | 27     | 43     | 16     | 19     | 8      |
| M. Nomikou      | 2        | 0        | 0        | 0        | 0        | 1            | 0            | 0            | 0            | 0            | -                   | -                   | -                   | -                   | -                   | 0                | 0                | 0                | 0                | 0                | 3      | 0      | 0      | 0      | 0      |
| S. Paris        | 10       | -        | -        | -        | -        | 2            | -            | -            | -            | -            | -                   | -                   | -                   | -                   | -                   | -                | -                | -                | -                | -                | 12     | -      | -      | -      | -      |
| B. Parrocchiale | 15       | -        | -        | -        | -        | 2            | -            | -            | -            | -            | 1                   | -                   | -                   | -                   | -                   | 7                | 1                | 1                | -                | -                | 25     | 1      | 1      | -      | -      |
| E. Perinelli    | 1        | 0        | 0        | 0        | 0        | -            | -            | -            | -            | -            | 1                   | 0                   | 0                   | 0                   | 0                   | -                | -                | -                | -                | -                | 2      | 0      | 0      | 0      | 0      |
| R. Puerari      | -        | -        | -        | -        | -        | -            | -            | -            | -            | -            | -                   | -                   | -                   | -                   | -                   | -                | -                | -                | -                | -                | -      | -      | -      | -      | -      |
| G. Rondon       | 21       | 43       | 25       | 11       | 7        | 4            | 12           | 7            | 4            | 1            | 1                   | 2                   | 2                   | 0                   | 0                   | 6                | 8                | 5                | 2                | 1                | 32     | 77     | 39     | 17     | 9      |
| M. Sylla        | -        | -        | -        | -        | -        | 0            | -            | -            | -            | -            | 1                   | 1                   | 0                   | 1                   | 0                   | 0                | 0                | 0                | 0                | 0                | 1      | 1      | 0      | 1      | 0      |
| S. Veljković    | 17       | 172      | 119      | 45       | 8        | 3            | 20           | 13           | 6            | 1            | 1                   | 10                  | 7                   | 3                   | 0                   | 7                | 61               | 36               | 17               | 8                | 27     | 263    | 175    | 71     | 17     |
| N. Viganò       | 19       | 54       | 44       | 8        | 2        | 4            | 1            | 1            | 0            | 0            | 1                   | 0                   | 0                   | 0                   | 0                   | 8                | 17               | 17               | 0                | 0                | 32     | 72     | 62     | 8      | 2      |

P = presenze; PT = punti totali; AV = attacchi vincenti; MV = muri vincenti; BV = battute vincenti